# Pseudogalium
Pseudogalium é um género monotípico de plantas com flores pertencentes à família Rubiaceae. A sua única espécie é Pseudogalium paradoxum.
A sua distribuição nativa vai da Europa Oriental à Ásia Temperada.